# Ella Baker
Ella Josephine Baker (Norfolk (Virginia), 13 december 1903 - New York, 13 december 1986) was een Amerikaanse burgerrechtenactivist. Ze wordt gezien als een van de belangrijkste Afro-Amerikaanse leiders van de twintigste eeuw en wellicht de meest invloedrijke vrouw in de Amerikaanse Burgerrechtenbeweging.

## Biografie
Ella Baker werd geboren in Norfolk in Virginia. Ze werd opgevoed door haar ouders Georgiana en Blake Baker en zij verhuisden in 1910 naar Littleton (North Carolina). Ze studeerde aan de Shaw University, een zwarte universiteit. Na haar afstuderen verhuisde ze naar New York. In New York ging ze aan de slag als redacteur. In de jaren '30 raakte ze betrokken bij het politieke en culturele milieu in Harlem en protesteerde ze tegen de Italiaanse invasie in Ethiopië.
In 1938 werd Baker actief bij de National Association for the Advancement of Colored People (NAACP) waar ze twee jaar later als secretaresse bij kwam te werken. Ze reisde regelmatig naar het Zuiden om geld in te zamelen en leden te rekruteren. Ze werd dan ook in 1943 director of branches, waardoor ze de hooggeplaatste vrouw binnen de organisatie werd. In 1946 deed ze een stapje terug en ging ze als vrijwilliger aan de slag bij de lokale afdeling in New York.
Baker deed in 1953 een poging om een zetel te verkrijgen in de gemeenteraad in New York, maar slaagde daar niet in. Vier jaar later was ze betrokken bij de oprichting van de Southern Christian Leadership Conference (SCLC) en werkte ze enige jaren voor deze organisatie. Ze raakte vervolgens in 1960 betrokken bij de oprichting van de Student Nonviolent Coordinating Committee (SNCC). Daarop gaf ze haar baan op bij SCLC en ging ze voor SNCC werken. Zo was ze betrokken bij het coördineren van de Freedom Rides in 1961. Zes jaar later keerde Baker terug naar New York waar ze zich bleef inzetten als activist. Ze stierf op 83-jarige leeftijd op haar verjaardag aan een astma-aanval. Ze werd begraven op een begraafplaats in Flushing.